# 查建国
查建国（1951年8月18日—），江苏省宜兴市人，生于北京，是中国民主党的创建人之一。
查建国曾任《中国电视戏曲》杂志社办公室主任。1998年7月下旬，他被以颠覆国家政权罪审讯，指他与高洪明协助徐文立成立「中国民主党北京、天津党部」，意图推翻中国共产党政权；1998年8月2日，查建国被判刑9年（1999年6月29日－2008年6月28日）、剥夺政治权利2年。
父亲查汝强，于1940年15岁时参加新四军，同年加入中国共产党，后成为哲学教授。异母妹妹査建英。